# Pavana
La pavana (da Padova: padovana,  padoana, paduana; franc. pavane, pavenne; ingl. pavan, paven,
pavin) è una danza di corte in metro binario e di andamento moderato, che sostituì nel primo quarto del XVI secolo la bassadanza, e che ebbe il suo periodo di splendore durante tutto il Cinquecento.
Il nome si riteneva derivasse (per es. già da Walther nel 1732) dallo spagnolo pavo (pavone) e la danza veniva vista come proveniente dalla Spagna. Oggi pavana viene ricondotta a una forma idiomatica di Padova ("alla pavana": "al modo di Padova"). 
La pavana è la danza aristocratica per eccellenza e trionfa in tutte le corti italiane ed europee: si tratta di una sorta di passeggiata cerimoniale, cui è affidata l'apertura di ogni ballo di corte e può persino accompagnare l'ingresso della sposa in chiesa. All'incedere solenne e austero della pavana segue la danza della gagliarda.
La pavana s'incontra per la prima volta nel libro per liuto di Joan Ambrosio Dalza (stampato da Petrucci nel 1508), che contiene 5 pavane "alla venetiana" e 4 "alla ferrarese" sotto il titolo Padoane diuerse. Altre testimonianze si trovano, tra l'altro, in Hans Judenkönig (1523), Pierre Attaingnant (dal 1529), Luis de Milán (1535) e Antoine Arena nel suo Ad suos compagnones studiantes (1520 - 1530).
La pavana viene descritta da Michael Praetorius come aa bb cc.
Molti compositori rinascimentali e barocchi hanno scritto pavane, ma la più famosa pavana rinascimentale rimane la anonima Belle qui tiens ma vie.
In tempi più recenti la pavana è stata ripresa da Gabriel Fauré, da Maurice Ravel nella sua Pavane pour une infante défunte per pianoforte (1899), in seguito da lui stesso orchestrata (1910) e da Peter Warlock, all’interno della Capriol Suite (1926).